# Оберрот (Баден-Виртемберг)
Оберрот (њем. Oberrot) општина је у њемачкој савезној држави Баден-Виртемберг. Једно је од 30 општинских средишта округа Швебиш Хал. Према процјени из 2010. у општини је живјело 3.699 становника. Посједује регионалну шифру (AGS) 8127062.

## Географски и демографски подаци
Оберрот се налази у савезној држави Баден-Виртемберг у округу Швебиш Хал. Општина се налази на надморској висини од 369 метара. Површина општине износи 37,9 km². У самом мјесту је, према процјени из 2010. године, живјело 3.699 становника. Просјечна густина становништва износи 98 становника/km².

## Међународна сарадња
| Мјесто    | Држава     | Врста сарадње | Од    |
| --------- | ---------- | ------------- | ----- |
| Цвајзимер | Швајцарска | партнерство   | 1991. |
| Извор     |            |               |       |